# Veitshöchheim

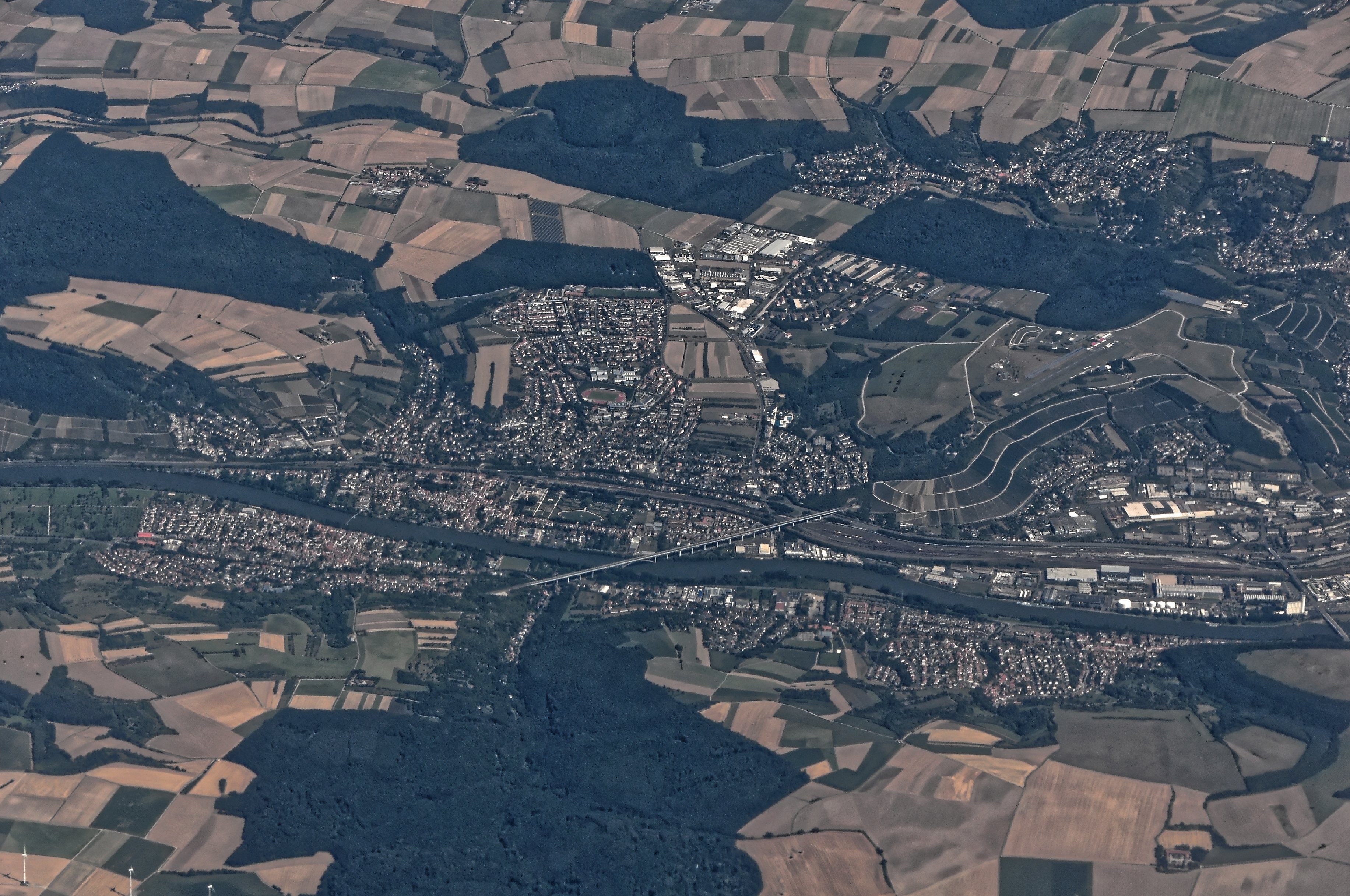
Veitshöchheim von oben

Veitshöchheim ist eine Gemeinde im unterfränkischen Landkreis Würzburg und liegt am Main. Der Ort ist eine ehemalige Sommerresidenz der Fürstbischöfe von Würzburg, später der Könige von Bayern. Überregional bekannt ist die repräsentativ ausgestattete Schlossanlage mit ihrem großen Rokokogarten.

## Geographie
Seit dem Austritt Großbritanniens aus der EU liegt der geographische Mittelpunkt der Europäischen Union in der Gemeinde.

### Gemeindegliederung
Es gibt zwei Gemeindeteile (in Klammern der Siedlungstyp):
- Veitshöchheim (Pfarrdorf)
- Gadheim (Kirchdorf)

Vor der Gebietsreform gehörte zur Gemeinde außer Veitshöchheim nur der Weiler Schleehof. Er musste Anfang der 1960er Jahre dem Neubau der Balthasar-Neumann-Kaserne weichen und wurde abgesiedelt.

### Nachbargemeinden
Im Norden liegen die Gemeinden Erlabrunn, Thüngersheim und Güntersleben; die östlichen Nachbargemeinden sind Rimpar und Estenfeld. Im Süden grenzt Veitshöchheim direkt an Würzburg. Im Westen auf der gegenüberliegenden Mainseite liegen die Gemeinden Margetshöchheim und Zell am Main.

## Name

### Etymologie
Der ursprüngliche Name Hochheim besteht aus dem althochdeutschen Adjektiv hôch und dem althochdeutschen Wort heim. Später wurde der Name des Kirchenpatrons St. Vitus/St. Veit als Namenszusatz hinzugefügt, um den Ort von Margetshöchheim auf der gegenüberliegenden Mainseite zu unterscheiden.

### Frühere Schreibweisen
| Jahr | Schreibweise              |
| ---- | ------------------------- |
| 1097 | Hocheim                   |
| 1250 | Hochheim                  |
| 1301 | Hoecheim ad sanctum Vitum |
| 1350 | Sant Veits Hocheim        |
| 1362 | Sant Veytz Hoecheim       |
| 1376 | Vitshoecheym              |
| 1554 | Veitshocheim              |
| 1575 | Veitshöcheim              |
| 1579 | Veitshöchheim             |

## Geschichte

### Bis zum 19. Jahrhundert
Veitshöchheim wurde im Jahr 779 erstmals erwähnt. Die Pfarrei Veitshöchheim wurde im Jahr 1097 von dem Würzburger Bischof Emehard dem Kloster St. Stephan geschenkt. Um 1235 war der Ritter Konrad III. von Leinach, ein Ministerial des Bischofs Hermann von Lobdeburg, Vogteiherr des Dorfes Veitshöchheim, bis das Vogtrecht im Mai 1240 durch den Abt St. Stephans für 44 Mark wieder zurückgekauft wurde. Im Jahr 1246 fand im Ort die Wahl zum deutschen König statt, Heinrich Raspe ging als Sieger hervor. Ein eigenes Ortswappen für Veitshöchheim wurde auf Bitten der Gemeindevorsteher im Jahre 1563 durch Fürstbischof Friedrich von Wirsberg gewährt.

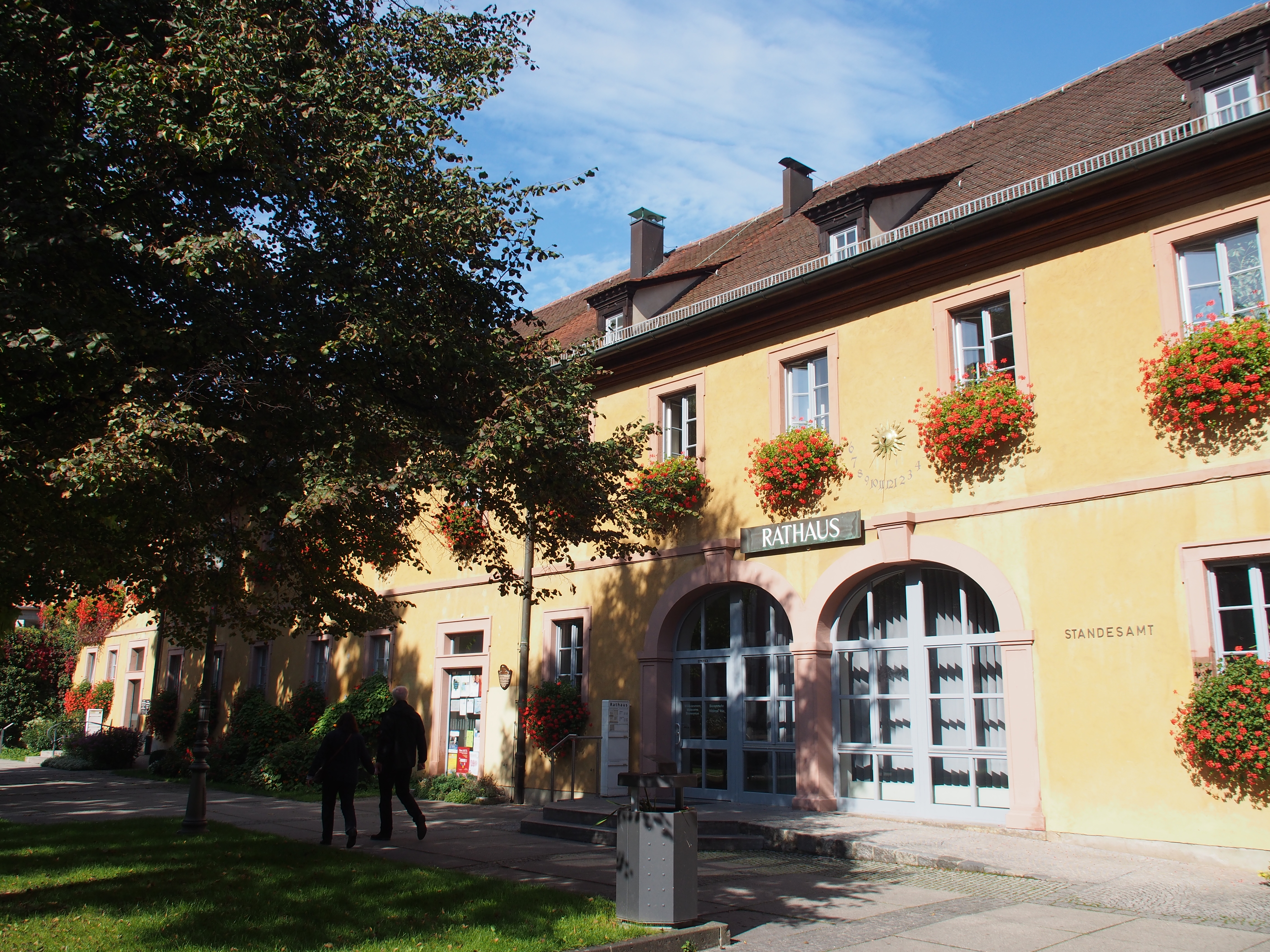
Rathaus von 1748 nach Plänen von Balthasar Neumann erbaut unter Fürstbischof A. F. von Ingelheim und K. von Greiffenclau

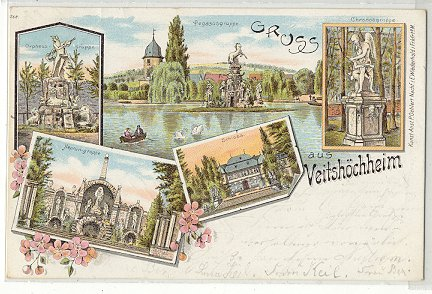
Veitshöchheim 1898

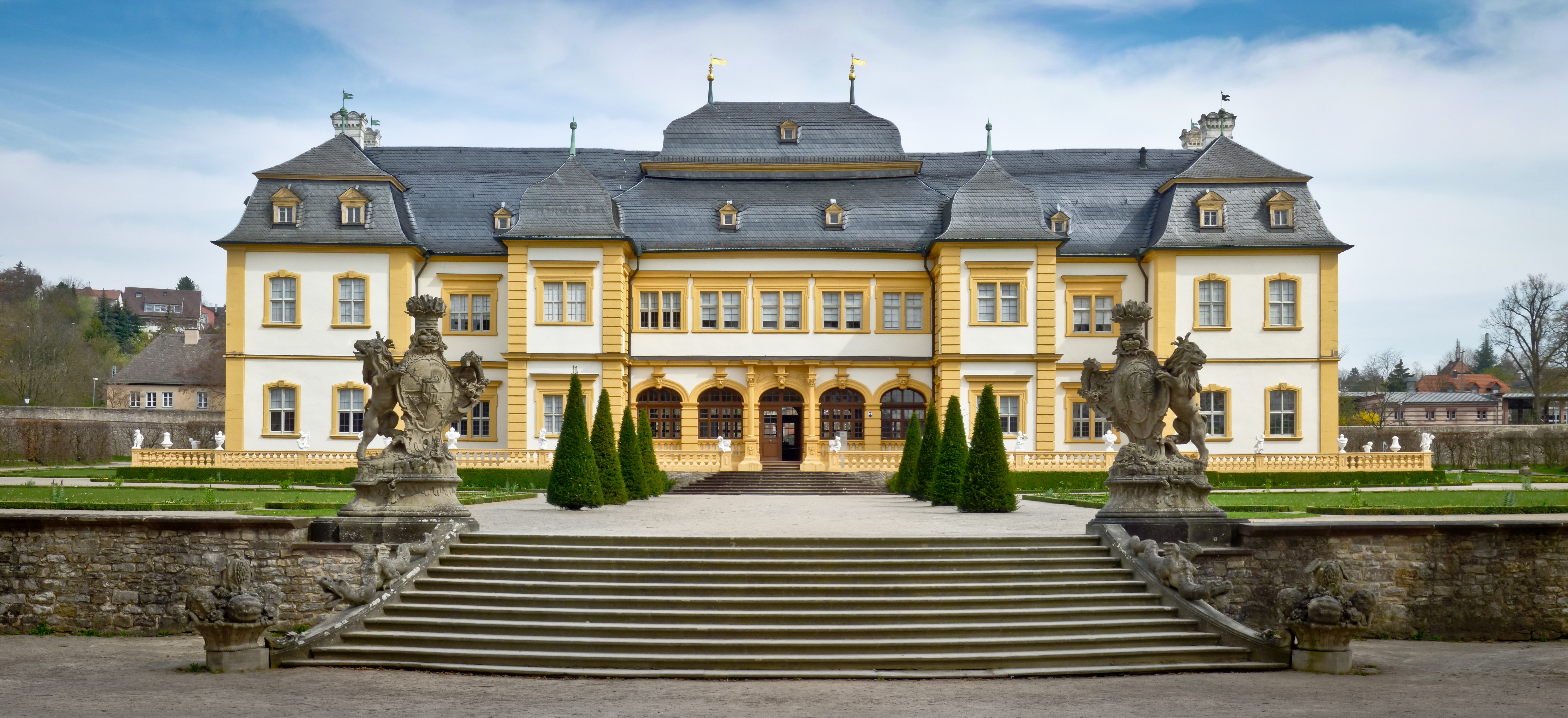
Schloss Veitshöchheim, erbaut von 1680 bis 1682

Das Schloss Veitshöchheim wurde in den Jahren 1680 bis 1682 unter dem Fürstbischof Peter Philipp von Dernbach erbaut und von 1749 bis 1753 durch Balthasar Neumann erweitert. Mit der Anlage des Hofgartens, der zum Schloss gehört, begann man 1702. Die heute noch erhaltene Pfarrkirche St. Vitus wurde 1691 eingeweiht, die Veitshöchheimer Synagoge in den Jahren 1727 bis 1730 erbaut.
Im Jahr 1814 fiel der Ort endgültig an das Land Bayern, nachdem er nur neun Jahre zuvor zum Großherzogtum Würzburg kam. Die Gemeinde wurde in ihrer heutigen Form im Zuge der bayerischen Verwaltungsreformen 1818 gebildet. Der Bahnhof Veitshöchheim mit Königspavillon wurde 1853 und 1854 unter Maximilian II. von Bayern erbaut.

### 20. Jahrhundert
Zu Beginn der NS-Zeit lebten etwa 35 jüdische Bürger in Veitshöchheim. Beim Novemberpogrom 1938 blieb die Synagoge unbeschädigt, da sie bereits im Frühjahr 1938 in kommunalen Besitz übergegangen war. Das Gebäude diente zunächst als Garage und dann als Feuerwehrdepot; das Obergeschoss wurde als Wohnraum genutzt. Die Häuser der jüdischen Einwohner wurden zerstört und verwüstet. Bei Kriegsbeginn hatten die meisten jüdischen Einwohner Veitshöchheim bereits verlassen; ein Teil war emigriert, der andere in größere Städte verzogen. Die sieben Anfang 1942 noch hier lebenden Juden wurden im Laufe des Jahres nach Izbica bei Lublin bzw. nach Theresienstadt deportiert. Seit den 1990er Jahren dient das ehemalige Synagogengebäude als „Jüdisches Kulturmuseum und Synagoge“. Sie ist die einzig vollständig eingerichtete historische Synagoge im Raum Unterfranken. Seit 2009 wurden vom Künstler Gunter Demnig 15 Stolpersteine zur Erinnerung an die Opfer des NS-Regimes verlegt.

### Eingemeindungen
Im Zuge der Gebietsreform in Bayern wurde am 1. Juli 1976 die Gemeinde Oberdürrbach aufgelöst: Gadheim kam zu Veitshöchheim, alle übrigen Gemeindeteile wurden in die Stadt Würzburg umgegliedert.

### Einwohnerentwicklung
Im Zeitraum 1988 bis 2018 stieg die Einwohnerzahl von 8623 auf 9652 um 1029 Einwohner bzw. um 11,9 %. 2003 hatte die Gemeinde 10.188 Einwohner.
Quelle: BayLfStat

## Politik

### Gemeinderat
Der Gemeinderat von Veitshöchheim hat seit 1. Mai 2020 wieder 20 Mitglieder, da die Einwohnerzahl nun unter 10.000 beträgt (bis April 2020: 24 Gemeinderäte). Die Wahl am 15. März 2020 hatte folgendes Ergebnis:
| Partei / Liste                                              | Sitze | Stimmenanteil |
| ----------------------------------------------------------- | ----- | ------------- |
| CSU/Veitshöchheimer Mitte                                   | 9     | 43,48 %       |
| GRÜNE                                                       | 5     | 22,22 %       |
| SPD                                                         | 3     | 16,36 %       |
| Unabhängige Wählergemeinschaft – Freie Wähler Veitshöchheim | 3     | 15,54 %       |
| FDP                                                         | 0     | 2,41 %        |
| Gesamt                                                      | 20    | 100 %         |

Die Wahlbeteiligung betrug 59,35 %.
Gegenüber der Amtszeit 2014 bis 2020 verkleinerte sich der Gemeinderat um vier Sitze. Während die Grünen zwei Sitze dazugewannen, verlor die SPD vier Sitze. Die CSU/Veitshöchheimer Mitte sowie die Unabhängige Wählergemeinschaft/Freie Wähler Veitshöchheim mussten jeweils einen Sitz abgeben.

### Bürgermeister
Jürgen Götz (CSU/Veitshöchheimer Mitte) ist seit 1. Mai 2014 Erster Bürgermeister. Dieser wurde am 15. März 2020 ohne Gegenkandidat bei einer Wahlbeteiligung von 59,3 % mit 92,12 % der Stimmen für weitere sechs Jahre gewählt. Sein Vorgänger war Rainer Kinzkofer (SPD), der seit 10. September 1986 an der Spitze der Gemeinde gestanden war und 2014 nicht zur Wiederwahl antrat.

### Wappen
| | Blasonierung: „In Rot ein aus einem dreikugelfüßigen, zweihenkligen, goldenen Kessel herausragender, unbekleideter, golden nimbierter Mann in natürlichen Farben mit vor der Brust gefalteten Händen, begleitet oben rechts und links von je einem sechszackigen golden Stern. In den Aussparungen (Speerruhen) des Tartschenschildes ist links die schwarze Zahl „15“ und rechts die schwarze Zahl „63“ angebracht.“ |
| Wappenbegründung: Das Wappen zeigt das Martyrium des Heiligen Vitus (St. Vitus) im Kessel, des Ortspatrons von Veitshöchheim. Die Zahlen in den Speerruhen des Doppeltartschenschildes formen die Jahreszahl „1563“, die auf das Jahr der Wappengewährung an die Gemeinde am 26. Juli 1563 durch Fürstbischof Friedrich von Wirsberg hinweist. | |

### Gemeindepartnerschaften
- Hinweisschild in der französischen Partnergemeinde Pont-l’Évêque Geithain (Sachsen) seit 1990

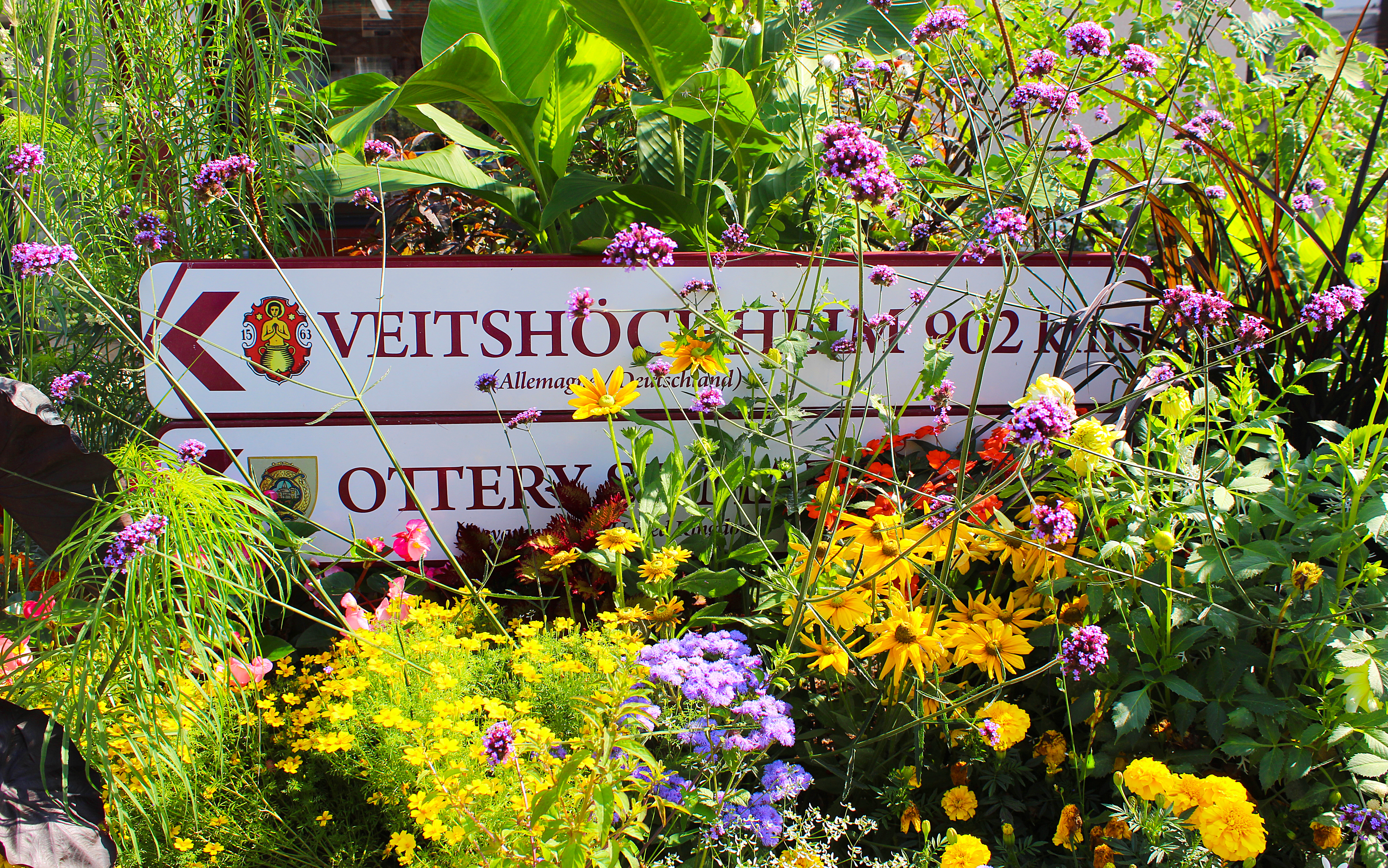
Hinweisschild in der französischen Partnergemeinde Pont-l’Évêque

- Greve Chianti (Italien) seit 1994
- Pont-l’Évêque (Frankreich) seit 1995
- Rotava (Tschechien) seit 2006

## Kultur und Sehenswürdigkeiten

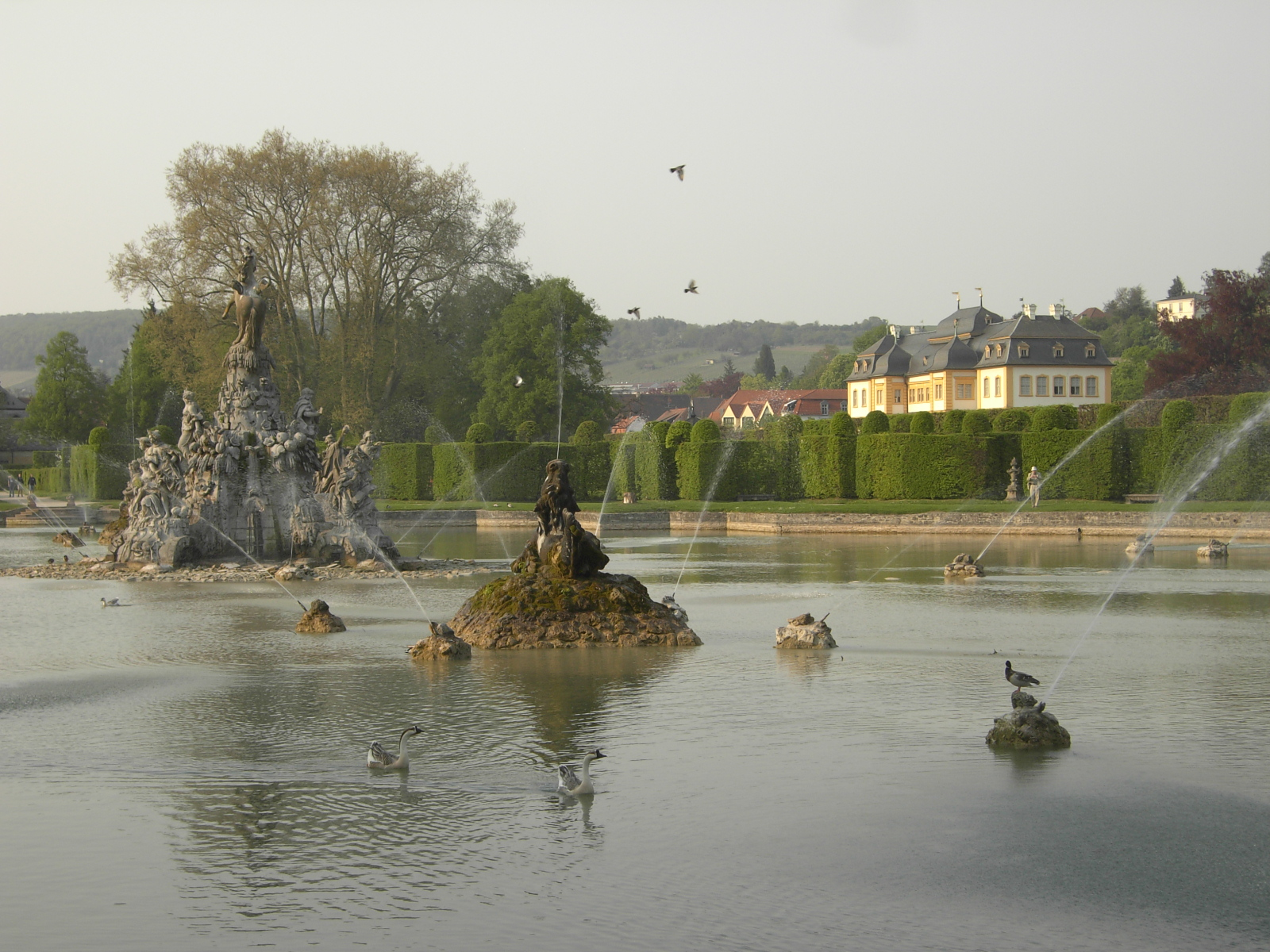
Großer See mit Musenberg im Rokokogarten

### Museen
- Jüdisches Kulturmuseum mit Synagoge

### Bauwerke
- Der Hofgarten des Schlosses Veitshöchheim gilt als einer der schönsten Rokoko-Gärten in Europa. Die Gartenfiguren stammen von Ferdinand Tietz
- Schloss Veitshöchheim, 1680–1682 von Fürstbischof von Dernbach errichtet; 1749–1753 durch Balthasar Neumann erweitert
- Jüdisches Kulturmuseum Veitshöchheim
- Pfarrkirche St. Vitus
- Erwin-Vornberger-Platz
- Bahnhof mit Königspavillon (erbaut 1854)
- Dreifaltigkeitsbildstock
- Katholisches Pfarrhaus
- Fürstbischöfliche Kellerei, sehenswert ist der alte Gewölbekeller
- Martinsbrunnen (Märzebrünnle), der älteste Brunnen der Gemeinde
- Martinskapelle, eine der ältesten Kirchen im Landkreis Würzburg
- Eremitenmühle
- Markuskapelle (Ortsteil Gadheim)
- Schaugarten der Bayerischen Landesanstalt für Weinbau und Gartenbau (An der Steige)
- Kuratiekirche zur Heiligsten Dreifaltigkeit (Gartensiedlung)
- Mainfrankensäle

### Regelmäßige Veranstaltungen
- Das Altortfest war ein alljährlich im Sommer stattfindendes Fest mit kulinarischen Spezialitäten, wird aber nicht mehr veranstaltet.[13]
- Fastnacht in Franken, die Prunksitzung des FVF, die jährlich vom Bayerischen Fernsehen ausgestrahlt wird, macht den Ort auch überregional bekannt.
- Tag der offenen Tür der Bayerischen Landesanstalt für Weinbau und Gartenbau, alle zwei Jahre am ersten Sonntag im Juli im jährlichen Wechsel mit dem Standort in Bamberg.[14]
- „Letzte Fuhre“, ein Weinfest

### Besonderes
- Die Aussicht von der Mainpromenade auf das gegenüberliegende „Gartendorf“ Margetshöchheim.
- Die Maintalbrücke Veitshöchheim der Schnellfahrstrecke Hannover–Würzburg wurde 1986 im Guinness-Buch der Rekorde als längste jemals im einseitigen Taktschiebeverfahren gebaute Brücke erwähnt.[15][16]

## Wirtschaft und Infrastruktur

### Arbeitsplätze
2017 gab es in der Gemeinde 3882 sozialversicherungspflichtige Arbeitsplätze. Von der Wohnbevölkerung standen 3552 Personen in einem versicherungspflichtigen Beschäftigungsverhältnis. Damit war die Zahl der Einpendler um 330 Personen größer als die der Auspendler. 144 Einwohner waren arbeitslos. Ein großer Arbeitgeber vor Ort ist der Automobilzulieferer Wegmann Automotive.

### Verkehr

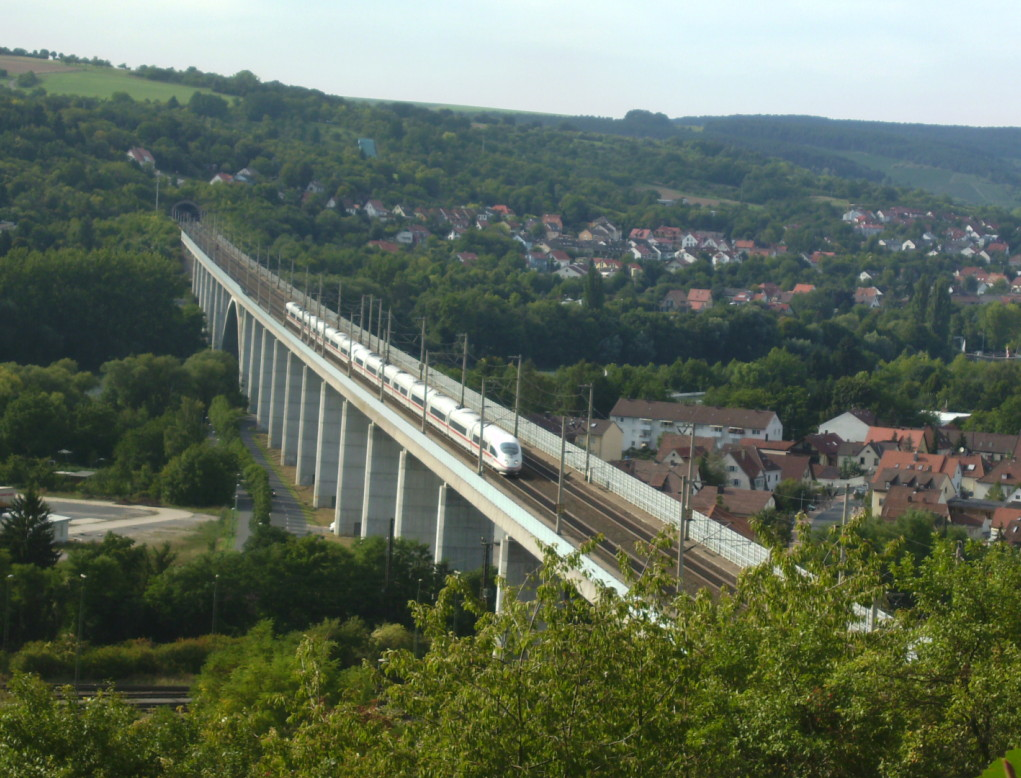
Die 1280 m lange Maintalbrücke Veitshöchheim

Der Altort ist eine verkehrsberuhigte Zone. Der gesamte Ort ist so gelegen, dass nur Einwohner und Touristen in den Altort fahren. Die meistbefahrene Straße Veitshöchheims ist die Kreisstraße WÜ 3, die von der B 27 durch den Ortbereich über Güntersleben nach Rimpar führt. Seit 1967 überspannt der Ludwig-Volk-Steg den Main.

#### Straße
Veitshöchheim liegt direkt an der B 27 von Würzburg nach Fulda. Die Entfernung zu Würzburg beträgt etwa 6 km. In der Nähe befinden sich die Autobahnen A 3 und A 7.

#### Bus und Bahn
Veitshöchheim ist durch Busse und Bahnen an das öffentliche Nahverkehrsnetz angebunden. Aus Würzburg führen zwei Buslinien nach Veitshöchheim (Linie 11 und 19). Außerdem besitzt der Ort einen Bahnhof an der Main-Spessart-Bahn, der von der Regionalbahn stündlich bedient wird. Die Maintalbrücke Veitshöchheim der Schnellfahrstrecke Hannover–Würzburg führt in unmittelbarer Nähe am Hofgarten vorbei.

#### Personenschifffahrt
Zwischen April und Oktober verkehren mehrmals täglich Personenschiffe im Linienbetrieb nach Würzburg.
Die Fahrtdauer bis zur Anlegestelle am Alten Kranen beträgt etwa 45 Minuten.

#### Carsharing
Seit November 2016 gab es im Altort auf dem Parkplatz nördlich des Bahnhofs und der Bücherei ein Carsharing-Auto. Zum 15. Februar 2019 wurde das Angebot wegen zu geringer Resonanz ersatzlos eingestellt.
Ladestationen
Es gibt drei Ladesäulen für Elektrofahrzeuge im Altort und eine in Gadheim.
Weinbau
Mit dem Veitshöchheimer Sonnenschein verfügt man über eine „VDP Erste Lage“. Einziges örtliches Weingut ist das Weingut Hessler in der Wolfstalstraße.

### Öffentliche Einrichtungen

#### Bildungseinrichtungen
- Grundschule Veitshöchheim mit der Vitusschule als Dependance im Altort.[20]
- Mittelschule Veitshöchheim[21]
- Gymnasium Veitshöchheim
- Bayerische Landesanstalt für Weinbau und Gartenbau
- Rupert-Egenberger-Schule zur individuellen Lernförderung
- Berufsförderungswerk Würzburg (Berufsbildungseinrichtung für Blinde und Sehbehinderte)
- Caritas Berufsbildungswerk Don Bosco für Gärtner und Hotelfachkräfte, Außenstelle St. Markushof
- Sing- und Musikschule
- Bücherei im Bahnhof

#### Freizeit- und Sportanlagen
- Geisbergbad (Freibad)
- Freisportanlage mit Dreifachturnhalle, Lehrschwimmbecken und Beachvolleyball-Anlage
- Tennisplätze
- Skaterplatz
- Minigolfanlage
- vier Fußballplätze

#### Behörden – Bundeswehr
In der Balthasar-Neumann-Kaserne in Veitshöchheim sind unter anderem der Stab der 10. Panzerdivision (10. PzDiv), einer der größten Divisionen des Heeres, samt der Stabs- & Fernmeldekompanie der 10. Panzerdivision und dem Heeresmusikkorps Veitshöchheim stationiert. Darüber hinaus ist die 5./Feldjägerregiment 3 in der Kaserne beheimatet.
Die Kaserne war ehemals Standort der 12. Panzerdivision, des Fernmeldebataillons 12, des Sanitätsbataillons 12, der Stabskompanie des Logistikbataillons 12 und des Kraftfahrausbildungszentrum Veitshöchheim. Nach Auflösung der 12. Panzerdivision wurde die Panzerbrigade 36 in Veitshöchheim stationiert. Nach deren Auflösung wurde in der Kaserne die Division luftbewegliche Operationen aufgestellt. Ihr folgte nach Auflösung die 10. Panzerdivision, die zuvor in Sigmaringen stationiert war.
Außerdem ist das Bundeswehr-Dienstleistungszentrum Veitshöchheim als Ortsbehörde der territorialen Wehrverwaltung vorzufinden.
An der ebenfalls der territorialen Wehrverwaltung zugehörigen Bundeswehrfachschule Würzburg können ausscheidende Soldaten auf Zeit in den letzten Jahren ihrer aktiven Dienstzeit höherwertige Schulabschlüsse (Mittlere Reife und Fachhochschulreife) erwerben.

### Gastronomie

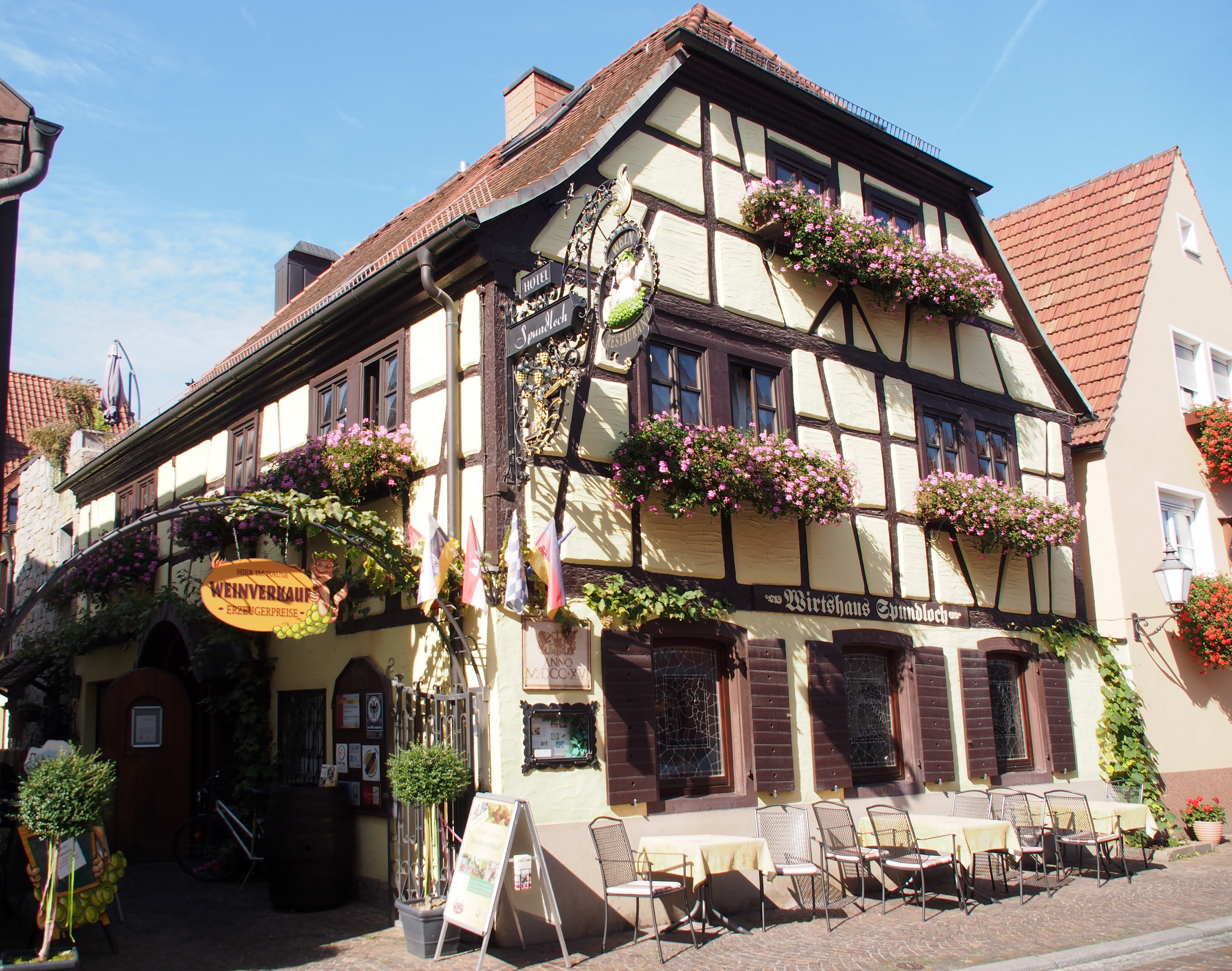
Wirtshaus Spundloch in Veitshöchheim

Im Ort existieren heute mehr als 25 Restaurants, Biergärten und Cafés, darunter der 2011 sanierte Ratskeller und das Hotel und Weinrestaurant Spundloch.

## Persönlichkeiten

### Söhne und Töchter der Gemeinde
- Heilige Bilhildis von Altmünster (um 655/660–um 750), Gründerin und erste Äbtissin des Benediktinerinnenklosters Altmünster in Mainz, der Legende nach in Veitshöchheim geboren
- Johann Michael Fischer (1717–1801), Bildhauer und Schüler von Johann Wolfgang von der Auwera
- Johann Michael Pfeuffer (1742–1805), Bildhauer und Bildstockmeister, Patenkind des Johann Michael Fischer
- Simon Höchheimer (1744–1828), Mediziner und religiöser Aufklärer für die Gleichstellung der Juden
- Will Klinger-Franken (1909–1986), Kunstmaler
- Brigitte Wolf (* 1947), von 1968 bis 1969 Deutsche Weinkönigin

### Persönlichkeiten, die im Ort gewirkt haben
- Siegfried III. von Eppstein (um 1194–1249), Erzbischof von Mainz und damit ex officio Erzkanzler des Heiligen Römischen Reiches, ließ Heinrich Raspe IV. 1246 von einer Minderheit der deutschen Fürsten in Veitshöchheim zum König wählen
- Heinrich Raspe IV. (1204–1247), Landgraf von Thüringen und Gegenkönig zu Kaiser Friedrich II. und dessen Sohn Konrad IV., wurde 1246 von einer Minderheit der deutschen Fürsten in Veitshöchheim zum König gewählt
- Adolf I. (Waldeck und Schwalenberg) († 1270), Graf, war 1264 bei der Wahl Heinrich Raspe IV. in Veitshöchheim anwesend und bezeugte dort eine von Raspe zugunsten der Abtei Corvey ausgestellte Urkunde
- Johann Gottfried von Guttenberg (1645–1698), Fürstbischof von Würzburg, stiftete 1691 für die Kirche St. Vitus in Veitshöchheim einen Altar
- Balthasar Neumann (1687–1753), Baumeister des Barock und Rokoko, erbaute 1753 das Schloss Veitshöchheim
- August von Limburg-Stirum (1721–1797), von 1770 bis 1797 Fürstbischof von Speyer, machte bei seiner Flucht vor der französischen Revolutionsarmee 1792 in Veitshöchheim Station
- Constantin Maria von Droste zu Hülshoff (1841–1901), deutscher Franziskaner in der Diözese La Crosse (Wisconsin), aufgewachsen in Veitshöchheim
- Therese Dahn (1845–1929), deutsche Schriftstellerin und Ehrensenatorin der Universität Breslau, aufgewachsen in Veitshöchheim
- Joseph Oppenheimer (1876–1966), Landschafts- und Porträtmaler, machte unter anderem das Schloss Veitshöchheim zum Gegenstand seiner Malerei
- Gustav Kafka (1883–1953), Philosoph und Psychologe, starb in Veitshöchheim
- Fried Heuler (1889–1959), Bildhauer und Grafiker, lebte bis zu seinem Tod in Veitshöchheim
- Hubert Groß (1896–1992), Architekt und Stadtbaurat, besaß ein 1938 errichtetes Anwesen in Veitshöchheim
- Diether Hummel (1908–1989), Sektproduzent, erhielt seine Ausbildung an der Bayerischen Landesanstalt für Weinbau und Gartenbau in Veitshöchheim
- Hans Breiter (1908–2000), Önologe, war von 1959 bis 1973 leitender Direktor der Bayerischen Landesanstalt für Weinbau und Gartenbau in Veitshöchheim
- Gerd Schmückle (1917–2013), General, diente von 1968 bis 1979 als stellvertretender Kommandeur der 12. Panzerdivision der Bundeswehr in Veitshöchheim
- Gert Bastian (1923–1992), Generalmajor und Politiker, führte von 1976 bis 1980 die 12. Panzerdivision der Bundeswehr in Veitshöchheim
- Hermann Schweppenhäuser (1928–2015), Philosoph und Publizist, lebte von 2013 bis zu seinem Tod in einem Altenheim in Veitshöchheim
- Helge Hansen (* 1936), General a. D., war von 1967 bis 1971 Personalstabsoffizier (G1) der 12. Panzerdivision
- Klaus Werner Eichhorn (1938–1994), Agrarwissenschaftler, besuchte die Weinbauschule in Veitshöchheim
- Hartmut Bagger (1938–2024), General, führte von 1990 bis 1992 die 12. Panzerdivision der Bundeswehr in Veitshöchheim
- Klaus von Klitzing (* 1943), Physik-Nobelpreisträger 1985, lebte in Veitshöchheim während seiner Zeit als Doktorand und Habilitand am Physikalischen Institut der Universität Würzburg.[24]
- Norbert van Heyse (* 1944), Generalleutnant a. D., kommandierte von 1982 bis 1984 das Fernmeldebataillon 12 in Veitshöchheim
- Klaus Olshausen (* 1945), Generalleutnant a. D., diente von 1978 bis 1980 als Nachrichtendienstoffizier (G2) der 12. Panzerdivision in Veitshöchheim
- Fredi Albrecht (* 1947), Ringer und Kampfrichter, lebt seit 1990 in Veitshöchheim
- Carl-Hubertus von Butler (* 1950), Generalleutnant a. D., kommandierte von 2005 bis 2009 die Division Luftbewegliche Operationen der Bundeswehr in Veitshöchheim
- Ernst-Otto Berk (* 1952), Brigadegeneral a. D., hatte von 1991 bis 1993 das Truppenkommando über das Fernmeldebataillon 12 in Veitshöchheim inne
- Dieter R. Fuchs (* 1952), Wissenschaftler und Schriftsteller, wohnte von 1986 bis 1996 in Veitshöchheim
- Paul Beinhofer (* 1953), Regierungspräsident a. D., lebt in Veitshöchheim
- Bernhard Winkler (* 1966), ehemaliger Fußballspieler und Trainer, begann das Fußballspielen beim SV Veitshöchheim
- Martin Rassau (* 1967) und Volker Heißmann (* 1969), Schauspieler und Komödianten, sind seit 1997 als Waltraud und Mariechen fester Bestandteil der Sendung Fastnacht in Franken in Veitshöchheim
- Maximilian Kleber (* 1992), Basketballspieler, wuchs in Veitshöchheim auf